# 丸高大知
丸高 大知（まるたか だいち、6月22日）は、日本の元声優。男性。岡山県出身。

## 人物
日本ナレーション演技研究所出身。2017年に声優を引退。声優活動時はヴィムスに所属していた。

## 後任
丸高の引退後、持ち役を引き継いだ人物は以下の通り。
- 山中真尋 - 『夢王国と眠れる100人の王子様』：トトリ

## 出演
太字はメインキャラクター。

### テレビアニメ
2015年
- 青春×機関銃（アベ）
- 赤髪の白雪姫（衛兵）
- アルスラーン戦記（兵士）
- うたの☆プリンスさまっ♪ マジLOVEレボリューションズ（通行人）
- 食戟のソーマ（男子生徒D）
- 緋弾のアリアAA（強盗）
- 弱虫ペダル GRANDE ROAD（観客）
- ランス・アンド・マスクス（黒服の男）

2016年
- クラシカロイド（アシスタント、客）
- 坂本ですが?（不良、男子生徒）
- 少年メイド（男性スタッフ）
- 夏目友人帳 伍（若い祓い人）
- ねじまき精霊戦記 天鏡のアルデラミン
- 不機嫌なモノノケ庵（男子生徒B、妖怪B）
- 美男高校地球防衛部LOVE!LOVE!（生徒）
- 響け!ユーフォニアム2（吹奏楽部員）
- マギ シンドバッドの冒険（騎士A）

2017年
- アイドル事変（小泉）
- 機動戦士ガンダム 鉄血のオルフェンズ（鉄華団団員）
- ツインエンジェルBREAK（司会者）
- 風夏（観客）

### 劇場アニメ
- 劇場版 響け!ユーフォニアム〜北宇治高校吹奏楽部へようこそ〜（2016年、吹奏楽部員）

### Webアニメ
- 夢王国と眠れる100人の王子様 ショート（2017年、トトリ）[1]

### ゲーム
- ヴァルハラキューブ（チンギスハン、源義経、アキレス）
- 三国魂（賈ク、関興、トウ艾、孫策）
- 彗星のアルナディア（ツァンロン）
- トリックスター 召喚士になりたい（ラクーン）
- 夢王国と眠れる100人の王子様（トトリ〈初代〉）

### ドラマCD
- ツキウタ。 ALIVE SOARA DoramaCD vol.2『夏の光』（田村亮介）
- コミックドラマCD『RealTime-LOG#01』（男友達A）
- ブラッディ+メアリー（生徒）

### BLCD
- このおれがおまえなんか好きなわけない（真澄・体育教師）
- 三千世界の鴉を殺し13（ヒューイ）
- sick -シック-（友人）
- ショートケーキの苺には触らないで（中田、同級生B）
- セックスフレンズ

### ムービーコミック
- PとJK（2017年、大神平助[2]）

### テレビ
- フレッシュ夏フェス隊2015
- フレッシュ夏フェス隊2016
- 新春GIRLS&BOYS☆演芸2017

### その他コンテンツ
- 君の膵臓をたべたいオーディオブック（2016年、ガムをくれるクラスメイト[3]）